# Roots of Evil
Roots of Evil è il secondo album solista del rapper statunitense Kool G Rap, pubblicato il 20 ottobre del 1998. L'album è prodotto dalla label di breve durata di Kool G Rap Illstreet/Downlow. Roots of Evil è commercializzato per il mercato europeo e britannico da Eagle nel 1999.
L'album vede la collaborazione di un giovane Papoose e raggiunge la posizione numero 43 nella chart statunitense dedicata alle produzioni hip hop.

## Ricezione
Il secondo prodotto solista di Kool G Rap riceve recensioni miste. Matt Conaway, per AllMusic, scrive: «Dal suo ultimo album, Kool G Rap ha preso due decisioni molto critiche nella sua vita che avrebbero avuto un grande impatto nella sua carriera. Primo, si lascia l'attività frenetica del Queens alle spalle e si trasferisce nel calore del deserto dell'Arizona. Secondo, stancatosi dei fastidi delle major discografiche e della scarsa promozione, rompe tutti i legami con la Cold Chillin' e crea una sua etichetta, Ill Street. Dopo quattro anni di pausa, era finalmente tempo per l'auto-dichiaratosi Padrino dello Street Rap di sfogare il proprio feroce appetito per le rime sopra la sua ignara preda. [...] le sue abilità rimangono completamente intatte. Tuttavia, proprio come la produzione ha fallito al fine di portare il suo album d'esordio, 4,5,6, al livello superiore, lo stesso può essere detto qui.»
| Recensione                | Giudizio |
| ------------------------- | -------- |
| AllMusic                  | [ 1 ]    |
| Rolling Stone Album Guide | [ 3 ]    |
| The Source                | [ 4 ]    |
| RapReviews                | [ 5 ]    |

## Tracce
1. Intro – 1:42
2. Hitman's Diary – 3:43 (musica: Dr. Butcher)
3. One Dark Night – 1:44 (musica: Fade For Underworld Productions)
4. Fouls Cats – 3:23 (musica: CJ Moore, Dr. Butcher)
5. Tekilla Sunrise – 4:31 (musica: CJ Moore, Dr. Butcher)
6. At da Wake – 1:10
7. Home Sweet Funeral Home (featuring Papoose & Jinx) – 2:50 (musica: Haji)
8. Mobsta's – 3:18 (musica: Fade For Underworld Productions)
9. Let the Games Begin – 3:27 (musica: Rich 5)
10. A Thugs Love Story (Chapter I, II, III) – 9:33 (musica: CJ Moore, Dr. Butcher)
11. Da Bosses Lady (featuring Camileone) – 3:54 (musica: A. Evans)
12. Mafioso – 2:51 (musica: Rich 5)
13. Thug's Anthem (featuring Johnny 2 Gunz & Pokaface) – 3:46 (musica: E. Thompson)
14. Da Heat – 3:34 (musica: CJ Moore, Dr. Butcher)
15. Can't Stop the Shine (featuring Miss Jones) – 3:57 (musica: Kool G Rap)
16. Cannon Fire – 4:11 (musica: Kool G Rap)
17. Outro – 1:05
18. Daddy Figure – 5:06 (musica: Fade For Underworld Productions, J. Stank)

Durata totale: 63:45

## Classifiche

### Classifiche settimanali
| Classifica (1998)         | Posizione massima |
| ------------------------- | ----------------- |
| US Top R&B/Hip-Hop Albums | 43                |